# مايك براون (لاعب اتحاد الرغبي)
مايك براون (بالإنجليزية: Mike Brown)‏ هو لاعب اتحاد الرغبي بريطاني، ولد في 4 سبتمبر 1985 في ساوثهامبتون في المملكة المتحدة.

## وصلات خارجية
- مايك براون عل موقع إسبنسكروم (الإنجليزية)
- مايك براون على موقع ItsRugby.co.uk (الإنجليزية)